# Dun-sur-Grandry
Dun-sur-Grandry är en kommun i departementet Nièvre i regionen Bourgogne-Franche-Comté i de centrala delarna av Frankrike. Kommunen ligger i kantonen Châtillon-en-Bazois som tillhör arrondissementet Château-Chinon (Ville). År 2022 hade Dun-sur-Grandry 148 invånare.

## Befolkningsutveckling
Antalet invånare i kommunen Dun-sur-Grandry
| Referens: INSEE |